# 奧利維倫斯體育會

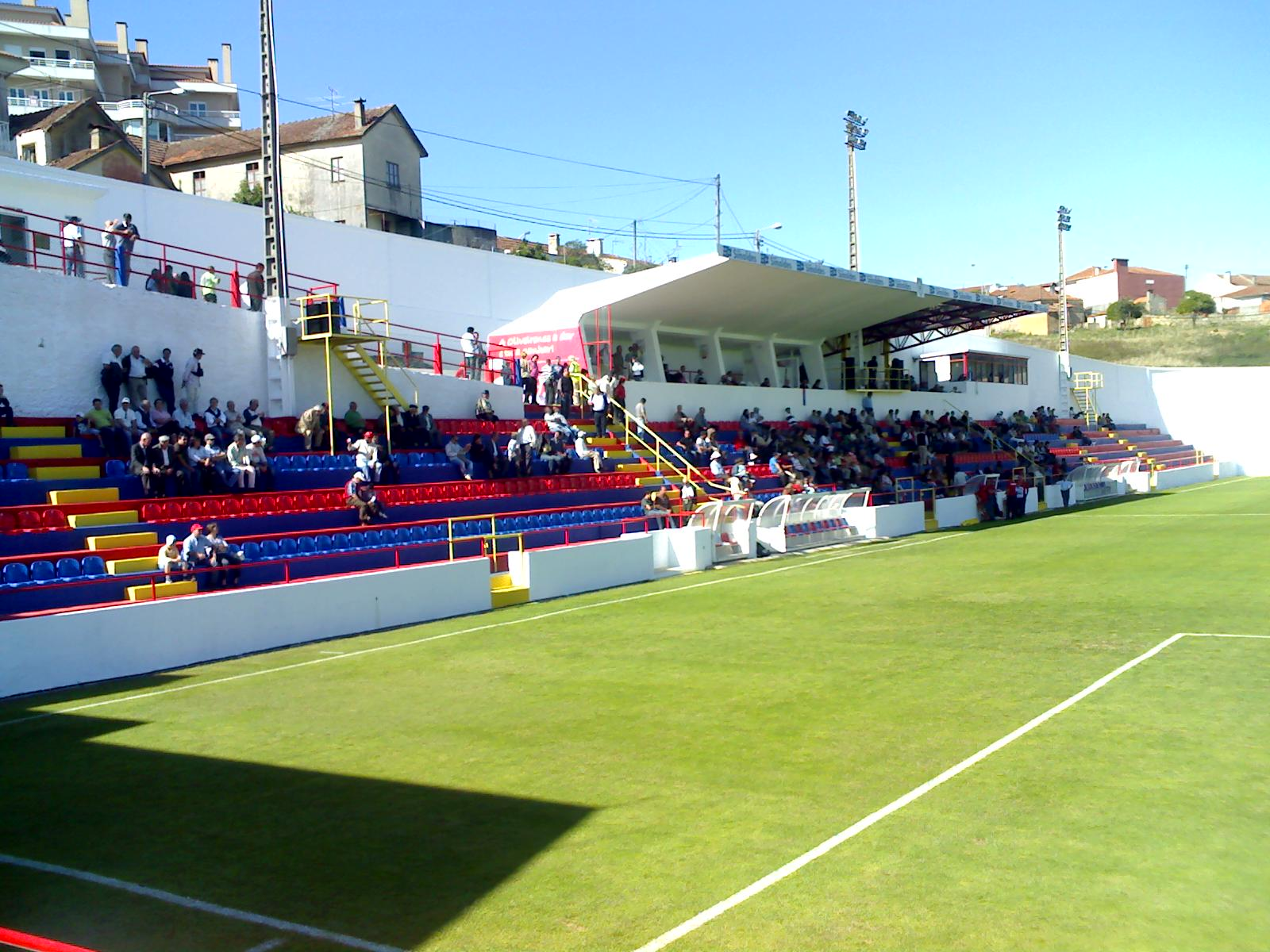
Estádio Carlos Osório

奧利維倫斯體育會（直译：「奥利韦拉人体育联盟」），常称奥利韦拉人（Oliveirense），是一个成立於1922年10月25日，总部设在葡萄牙阿威羅區奧利韋拉迪阿澤梅什的職業足球會，現時於葡甲作賽。他們的主場是卡路士球場，能容納4,000人。他們除了足球隊之外，亦有籃球隊和曲棍球隊。

## 外部連結
- Official webpage（页面存档备份，存于） （葡萄牙文）
- Portuguese Soccer News Links（页面存档备份，存于） （英文）